# Focus Features
 (décembre 2019).
Si vous disposez d'ouvrages ou d'articles de référence ou si vous connaissez des sites web de qualité traitant du thème abordé ici, merci de compléter l'article en donnant les références utiles à sa vérifiabilité et en les liant à la section « Notes et références ».
Focus Features est une société de production et distribution de films américaine qui a été créée en 2002 par fusion de USA Films et Good Machine. Focus Features est une filiale d'Universal Pictures, une société de NBC Universal.
L'objectif de la firme est de produire des films d'auteurs tels qu'Ang Lee, Steven Soderbergh et Spike Jonze (autant de réalisateurs qui ont déjà été produits par USA Films ou Good Machine). Le premier grand succès de la firme a été Le Pianiste de Roman Polanski. Le plus grand succès à ce jour de la société est Le Secret de Brokeback Mountain (avec plus de cent millions de dollars de recettes).

## Filmographie partielle

### Films produits par Focus Features
- 2002 : Possession de Neil LaBute
- 2002 : Loin du paradis (Far from Heaven) de Todd Haynes
- 2002 : Le Peuple des ténèbres (They) de Robert Harmon et Rick Bota
- 2003 : How to Deal de Clare Kilner
- 2003 : Massacre à la tronçonneuse (The Texas Chainsaw Massacre) de Marcus Nispel
- 2003 : Sylvia de Christine Jeffs
- 2004 : Eternal Sunshine of the Spotless Mind de Michel Gondry
- 2004 : Lignes de vie (The Door in the Floor) de Tod Williams
- 2005 : Le Secret de Brokeback Mountain (Brokeback Mountain) de Ang Lee
- 2007 : Les Promesses de l'ombre de David Cronenberg
- 2008 : Harvey Milk (Milk) de Gus Van Sant
- 2009 : Murderer de Roy Chow
- 2009 : Numéro 9 de Shane Acker
- 2015 : Cinquante nuances de Grey (Fifty Shades of Grey) de Sam Taylor-Wood
- 2017 : Atomic Blonde de David Leitch
- 2018 : Marie Stuart, reine d'Écosse (Mary Queen of Scots) de Josie Rourke
- 2019 : Downton Abbey de Michael Engler
- 2020 : Last Night in Soho d'Edgar Wright
- 2023 : Book Club: The Next Chapter de Bill Holderman
- 2024 : Nosferatu de Robert Eggers

### Films distribués par Focus Features
- 2002 : Le Pianiste de Roman Polanski
- 2002 : Huit femmes de François Ozon
- 2002 : Long Time Dead de Marcus Adams (en)
- 2002 : My Little Eye de Marc Evans
- 2003 : Lost in Translation de Sofia Coppola
- 2003 : Deliver Us From Eva de Gary Hardwick
- 2006 : Brick de Rian Johnson
- 2007 : Lust, Caution d'Ang Lee
- 2010 : Greenberg de Noah Baumbach
- 2010 : Somewhere de Sofia Coppola
- 2012 : L'Étrange Pouvoir de Norman de Sam Fell et Chris Butler
- 2014 : Les Boxtrolls (The Boxtrolls) de Graham Annable et Anthony Stacchi
- 2016 : In a Valley of Violence de Ti West
- 2017 : Pur-sang (Thoroughbreds) de Cory Finley
- 2018 : Everybody Knows de Asghar Farhadi
- 2019 : The Dead Don't Die de Jim Jarmusch
- 2019 : Dark Waters de Todd Haynes
- 2020 : Waves de Trey Edward Shults
- 2022 : The Outfit de Graham Moore
- 2024 : Drive-Away Dolls d'Ethan Coen
- 2024 : Lisa Frankenstein de Zelda Williams
- 2024 : Nosferatu de Robert Eggers
- 2025 : Black Bag de Steven Soderbergh
- 2025 : Downton Abbey 3 de Simon Curtis